# Anna Roig i Serra
Anna Roig i Serra (Alforja, 2 de maig de 1962) és una física catalana, doctora en ciència de materials per la Universitat Autònoma de Barcelona i investigadora a l'Institut de Ciència de Materials de Barcelona (ICMAB-CSIC). La seva recerca se centra en el desenvolupament de nanopartícules metàl·liques i semimetàl·liques biocompatibles per aplicacions en medicina, com agents de contrast en imatge per ressonància magnètica i encapsulament i direcció de fàrmacs.
Actualment és professora d'investigació consolidada a l'ICMAB-CSIC, i lidera el grup de Nanopartícules i Nanocompòsits (pel seu nom en anglès Nanoparticles & Nanocomposites) dins el Departament de Cristal·lografia.

## Carrera
El 1985 es va llicenciar en física per la Universitat Autònoma de Barcelona i posteriorment va especialitzar-se en ciència de materials amb un màster a la Northeastern University de Boston el 1988 i un doctorat en ciència de materials la seva primera universitat el 1998 fent recerca a l'Institut de Ciència de Materials de Barcelona (ICMAB-CSIC).
Des d'aleshores, ha desenvolupat la seva carrera acadèmica amb base en aquesta institució científica, arribant a ser-ne la sotsdirectora. També va ocupar la posició de sotsdirectora de l'institució de recerca en gasos MATGAS, situada al costat de l'ICMAB-CSIC. Entre 2005 i 2008 va ser nomenada oficial de programa, en qualitat d'experta nacional d'Espanya, per la Comissió Europea a Brussel·les. L'octubre de 2016 va esdevenir professora d'investigació, el màxim títol científic a l'acadèmia.
La professora Roig ha esdevingut una investigadora prominent i reconeguda en el camp de la nanomedicina a Espanya, amb un gran nombre de publicacions (183), impacte (44 en l'índex h, 133 en l'índex i10 i més de 8000 cites), més de deu doctores supervisades fins 2020. Encara més, figura com a inventora o coinventora de 9 patents en àrees de instrumentació física, química, nanotecnologia i salut.

## Guardons i reconeixements
El 2017 va rebre el Premi Albus 2017 de Grífols pel seu projecte Nanogàbies d'Albúmina i Òxid de Ferro, i l'any 2020 va formar part de l'exposició Científiques Catalanes 2.0., organitzada per l'Associació Catalana de Comunicació Científica.

## Divulgació
La seva activitat no és limita exclusivament a la recerca pura, sinó que també està compromesa en la divulgació de la nanociència i la nanomedicina en diferents àmbits, com la Universidad Internacional Menéndez Pelayo, la Nit Europea de la Recerca, el festival de la nanociència i nanotecnologia d'Espanya 10alamenos9 i la iniciativa Un investigador a la teva aula. En particular, és activa en la promoció i estímul de les dones i noies a la ciència. És membre de l'Associació de Dones Investigadores i Tecnòlogues (AMIT-CAT) i de la Real Sociedad Española de Física.